# Михайлов, Павел Васильевич
Павел Васильевич Михайлов (1908—1980) — театральный актёр, народный артист Украинской ССР (1954).

## Биография
П. В. Михайлов родился 7 июля 1908 в Петергофе.
В 1929 году окончил Ленинградскую драматическую студию имени М. Ходотов.
Во время учёбы играл на профессиональной сцене Ленинградского театра при Центральном доме искусств.
В 1930—1933 годах был актёром Ленинградского Большого драматического театра, в 1936—1939 годах — актёром Свердловского театра драмы.
В 1933—1936, 1939—1941 годах и с 1945 года и до конца жизни работал в Одесском русском драматическом театре им. А. Иванова, в котором сыграл 300 ролей.
Одним из центральных в творчестве актёра стал образ В. И. Ленина в трилогии Н. Погодина «Человек с ружьем», «Кремлёвские куранты», «Третья патетическая».
В эвакуации работал в театрах Йошкар-Олы и Куйбышева.
Был актёром широкого диапазона. Снялся в 7 фильмах.
Неоднократно избирался председателем правления Одесского межобластного отделения Украинского театрального общества.
Умер 20 декабря 1980 в г. Одесса. Похоронен на 27 участке Второго христианского кладбища.

## Творчество

### Театральные роли
- Бен Акиба — «Уриэль Акоста» (К. Гуцков)
- Ржавчины — «Мать» (К. Чапек)
- Жадов — «Доходное место» (А. Островский)
- Лопахин — «Вишневый сад» (А. Чехов)
- Астров — «Дядя Ваня» (А. Чехов)
- Левшин — «Враги» (М. Горький);
- Агаба — «Пока арба не перекинулась» (А. Иосилиани)
- Дядюшка Вано — «Не бойтесь, мама» (Н. Думбадзе)
- Карбышев — «Когда мертвые оживают» (И. Рачада)
- Лир — «Король Лир» (В. Шекспир)
- Жухрай — «Как закалялась сталь» (Н. Островский);
- Гай — «Мой друг» (М. Погодин)
- Муромский — «Дело» (А. Сухово — Кобылин)
- Швандя — «Любовь Яровая» (К. Тренев) ;
- Клеон — «Забыть Герострата» (Г. Горин) и другие.

Играл в спектаклях «Так и будет» (К. Симонов), «За тех, кто в море» (Б. Лавренева), «Кража» (Дж. Лондон), «Раки» (С. Михалков), "Уступи место завтрашнему дню "(В. Дельмар).

### Роли в кино
- Секретарь обкома партии — «Одесские каникулы»;
- Начальник железной дороги — «Водил поезда машинист»;
- Аркадьев — «Исправленному верить»;
- Ковалев — «Смена начинается в шесть»;
- Василий Захарович — «Страницы прошлого»
- Капитан 1 ранга — «Тень у пирса»;
- Эпизод — «Воскресение».

## Награды
- Орден Ленина (1960).
- Орден Трудового Красного Знамени (1951)[1].
- Медали.
- Народный артист УССР (1954 г.).